# Hellum Kirke
Hellum Kirke ligger syd for landsbyen Hellum, ca. 13 km øst for Brønderslev (Region Nordjylland tidligere Nordjyllands Amt; indtil Kommunalreformen i 1970 lå den i Dronninglund Herred (Hjørring Amt).
Kor og kirkeskib blev opført i romansk tid af granitkvadre over skråkantsokkel. Den retkantede norddør er bevaret, syddøren er udvidet. Tårnet blev opført i sengotisk tid omkring 1500 af genanvendte kvadre og munkesten. Klokken var ophængt i tårnet men blev på et tidspunkt flyttet til den udvendige klokkestabel ved østgavlen. Våbenhuset er fra 1925. I korets sydmur øst for vinduet er indmuret en kvader med relikviegemme, formodentlig fra et tidligere alterbord, i korets murværk mod nord ses nederst en aflang åbning, som menes brugt til de spedalske, der gennem denne kunne modtage nadveren. Ved kirken var i 2002 opstillet døbefontens fodstykke af granit og en søjlebase af granit. Kirken blev gennemgribende restaureret i 1963.
Den runde korbue med skråkantprofilerede kragsten er bevaret. Prædikestolen i renæssance er fra 1614. I 1976 fik kirken et alterbillede af Sven Havsteen-Mikkelsen. Den tidligere altertavle med maleri af F. R. Scavenius fra 1907 er nu ophængt på skibets nordvæg. Ved en istandsættelse i 2004-05 blev det tidligere alterbord med alterbordsforside fra renæssancen erstattet med det nuværende alterbord af granit, udført af Erik Heide, som også har tegnet knæfaldet og udført det lille krucifiks på alteret. Samtidig kom Sven Havsteen-Mikkelsen alterbillede i en ny ramme.
Den romanske granitdøbefont har lille glat kumme, tyndt skaft og et stort fodstykke, der muligvis er en omvendt kumme, den har tilknytning til fontene i Himmerland.

## Eksterne kilder og henvisninger
- Hellum Kirke Arkiveret 31. januar 2011 hos  Wayback Machine hos nordenskirker.dk
- Hellum Kirke hos KortTilKirken.dk

- Wikimedia Commons har flere filer relateret til Hellum Kirke